# 쑹지옌
쑹지옌(중국어 정체자: 宋紀妍, 병음: Sòng Jìyén, 한자음: 송기연, Cindy Shen, 1986년 7월 23일 ~ )는 대만의 배우이자 모델이다.